# Катовице-Заленже
Катовице-Заленже (пол. Katowice Załęże) — остановочный пункт в городе Катовице (расположен в дзельнице Заленже), в Силезском воеводстве Польши. Имеет 1 платформу и 2 пути.
Остановочный пункт на железнодорожной линии Катовице — Легница, построен в 1957 году.